# 國權北路
國權北路是中華人民共和國上海市楊浦區一條南北走向道路，北與國江路和淞行路相交，南至政立路。國權北路最早的北段修建於1942年，因道路位於國權路北面，所以得名國權北路。1949年後，修建國權北路南段。